# 274 Philagoria
A 274 Philagoria a Naprendszer kisbolygóövében található aszteroida. Johann Palisa fedezte fel 1888. április 3-án.